# Distichocera gigantea
Distichocera gigantea är en skalbaggsart som beskrevs av Fuchs 1969. Distichocera gigantea ingår i släktet Distichocera och familjen långhorningar. Inga underarter finns listade i Catalogue of Life.